# Communauté de communes du Pays Marollais
La communauté de communes du Pays marollais est une ancienne communauté de communes française, située dans le département de la Sarthe et la région Pays de la Loire.

## Histoire
La communauté de communes du Pays marollais a été fondée en 1997. Elle était composée de dix-sept communes et comptait un peu plus de 6 500 habitants.
Elle avait pour but de développer l’activité économique, améliorer le cadre et les conditions de vie des habitants.
Dans le même chapitre de la coopération, la communauté de communes adhèrait au pays de la Haute Sarthe.
Le fondateur est Pierre Gascher.
Elle fusionne au 1er janvier 2017 avec la communauté de communes Maine 301 et la communauté de communes du Saosnois  pour former la communauté de communes Maine Saosnois

## Composition
Elle regroupait les dix-sept communes de l'ancien canton de Marolles-les-Braults, intégrées en 2015 dans le canton de Mamers :
| Nom                          | Code Insee | Gentilé         | Superficie (km2) | Population (dernière pop. légale) | Densité (hab./km2) |
| ---------------------------- | ---------- | --------------- | ---------------- | --------------------------------- | ------------------ |
| Marolles-les-Braults (siège) | 72189      | Marollais       | 24,19            | 2 091 (2014)                      | 86                 |
| Avesnes-en-Saosnois          | 72018      | Avesnois        | 5,68             | 91 (2014)                         | 16                 |
| Congé-sur-Orne               | 72088      | Congéens        | 11,24            | 346 (2014)                        | 31                 |
| Courgains                    | 72104      | Courgannais     | 14,66            | 593 (2014)                        | 40                 |
| Dangeul                      | 72112      | Dangeulois      | 13,64            | 483 (2014)                        | 35                 |
| Dissé-sous-Ballon            | 72116      | Disséens        | 3,55             | 143 (2018)                        | 40                 |
| Lucé-sous-Ballon             | 72174      | Lucéens         | 6,78             | 110 (2014)                        | 16                 |
| Meurcé                       | 72194      | Meurcéens       | 6,16             | 263 (2014)                        | 43                 |
| Mézières-sur-Ponthouin       | 72196      | Macériens       | 17,88            | 687 (2014)                        | 38                 |
| Moncé-en-Saosnois            | 72201      | Moncéens        | 8,81             | 256 (2014)                        | 29                 |
| Monhoudou                    | 72202      | Monthélodiens   | 7,52             | 223 (2014)                        | 30                 |
| Nauvay                       | 72214      |                 | 2,71             | 12 (2014)                         | 4,4                |
| Nouans                       | 72222      | Nouantais       | 9,96             | 284 (2014)                        | 29                 |
| Peray                        | 72233      | Peréens         | 2,45             | 67 (2014)                         | 27                 |
| René                         | 72251      | Renéens         | 12,52            | 368 (2014)                        | 29                 |
| Saint-Aignan                 | 72265      | Saint-Aignanais | 15,13            | 271 (2014)                        | 18                 |
| Thoigné                      | 72354      | Thoignéens      | 7,31             | 163 (2014)                        | 22                 |

### Administration
| Période                                  | Période      | Identité            | Étiquette | Qualité                       |
| ---------------------------------------- | ------------ | ------------------- | --------- | ----------------------------- |
| 1997                                     | janvier 1999 | Pierre Gascher      | RPR       | Maire de Marolles-les-Braults |
| janvier 1999                             | 2016         | Michel de Monhoudou | SE        | Maire de Monhoudou            |
| Les données manquantes sont à compléter. |              |                     |           |                               |